# Море травы
«Море травы» (англ. The Sea of Grass) — кинофильм, снятый режиссёром Элиа Казаном в 1947 году, экранизация романа Конрад Рихтер.

## Сюжет
Семейная пара — люди фронтира[неизвестный термин], животноводы в море травы. У жены был роман на стороне, в результате чего родился ребёнок, а она была отвергнута обществом.

## В ролях
- Кэтрин Хепбёрн — Камерон Бревтон
- Спенсер Трейси — полковник Джеймс Б. Бревтон
- Гарри Кэри — Док Дж. Рейд
- Филлис Такстер — Сара Бет
- Эдгар Бьюкенен — Джефф

В титрах не указаны
- Стэнли Эндрюс — Билл, шериф
- Джозеф Крехан — Грю, сенатор от Колорадо
- Чарльз Миддлтон — Чарли, хозяин салуна
- Гленн Стрейндж — Билл Роуч
- Хэнк Уорден — Билл, житель Солт-Форка